# Computing-Tabulating-Recording Company
La Computing-Tabulating-Recording Company (C-T-R o también CTR) fue un holding de empresas fabricantes de sistemas de medición y mantenimiento de registros. La compañía sería conocida posteriormente como IBM.
En 1911, el financiero y destacado organizador empresarial Charles R. Flint, conocido como el "Padre de los Trusts" (la creación de grandes empresas a través de la adquisición de las acciones de otros negocios) fusionó cuatro compañías: la Bundy Manufacturing Company, la International Time Recording Company, la Tabulating Machine Company y la Computing Scale Company of America, creando una quinta compañía, la Computing-Tabulating-Recording Company.
CTR estaba localizada inicialmente en Endicott (Nueva York). Las empresas fusionadas contaban con 1.300 empleados y fabricaban una amplia gama de productos, incluyendo relojes de fichar, balanzas, máquinas cortadoras de embutidos y quesos, y equipos de tarjetas perforadas.
La firma pasó a llamarse IBM en 1924.
Las empresas individuales continuaron operando con sus nombres originales hasta su absorción total en 1933, momento en el que se disolvió el holding.

## Empresas fusionadas

### Bundy Manufacturing Company

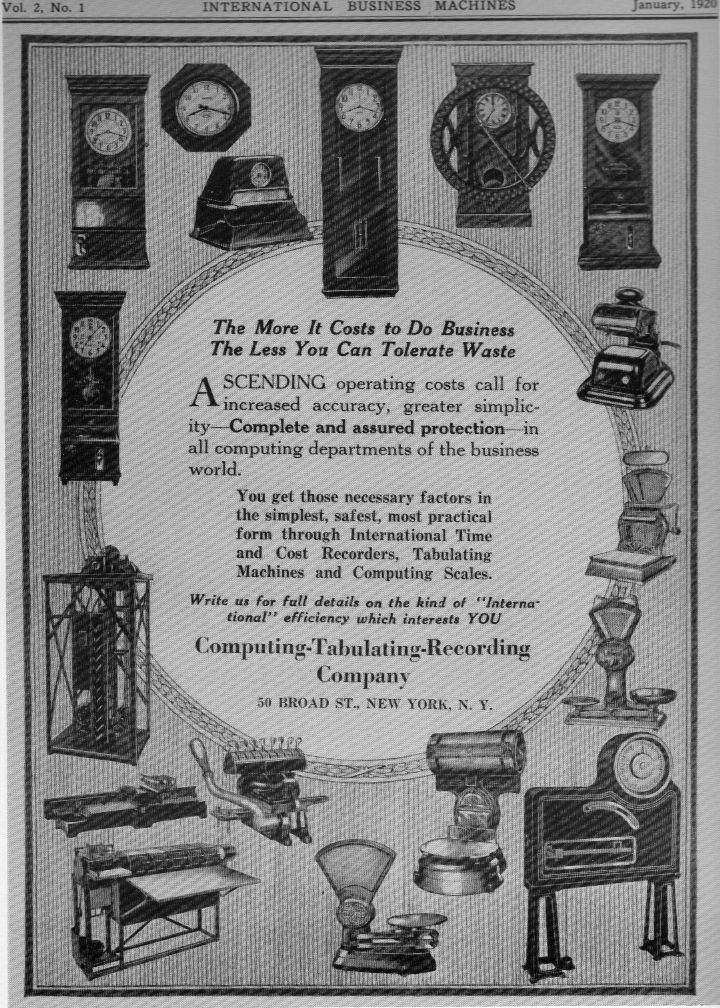
Portada de un catálogo de ventas de enero de 1920 que muestra relojes, balanzas y equipos de tabulación

El primer reloj de fichar fue inventado el 20 de noviembre de 1888 por Willard Bundy, joyero de Auburn (Nueva York). Un año después, su hermano, Harlow Bundy, fundó la Bundy Manufacturing Company, y comenzó la producción en masa de relojes para el control de la entrada y a salida de los trabajadores.
En 1900, Bundy Manufacturing vendió su negocio de máquinas de fichar a una nueva empresa, la International Time Recording Company, y Bundy Manufacturing pasó a fabricar máquinas sumadoras, y en 1906, Harlow Bundy trasladó su negocio a un nuevo edificio de ladrillo de tres plantas en Endicott, Nueva York.

### International Time Recording Company
En 1894, J. L. Willard y F. A. Frick, de Rochester (Nueva York), fundaron la Willard & Frick Manufacturing Company, la primera empresa de registradores de tiempo con tarjetas de fichaje del mundo.
En 1900, George W. Fairchild, inversor y director de la Bundy Manufacturing Company, lideró la formación en Jersey City, Nueva Jersey, de la International Time Recording Company (ITR), en la que se fusionó el negocio de registro de tiempo de Bundy con la Willard & Frick Manufacturing Co. En 1901, la compañía se reconstituyó en Binghamton, Nueva York. Ese mismo año, adquirió Chicago Time-Register Co., la primera empresa de registradores de tiempo autógrafos del mundo (que incluían con cada registro horario la firma del trabajador) y fabricante de registradores de tiempo de empleados con llave, tarjeta y autógrafos.
En 1906, ITR se trasladó a Endicott (Nueva York), donde construyó una fábrica más grande junto al nuevo edificio de la Bundy Manufacturing Company. Antes de la fusión en CTR, Harlow Bundy sería nombrado tesorero y director general de ITR.
El Dr. Alexander Dey inventó el primer registrador de dial en 1888, y en 1907 ITR adquirió la Del Ray Register Company. En 1908, ITR adquirió la Syracuse Time Recorder Company, fabricante de registradores de dial.
El catálogo de ITR de 1935 enumera varios relojes, desde relojes de fichar industriales, relojes de registro y relojes de programa, hasta relojes ornamentales para escaparates. También incluía el «Sistema Telefónico Intercomunicador Serie 970». Desde 1907 o antes, ITR publicaba una revista, «Time», para empleados y clientes, aunque en 1935 IBM renombró la revista como Think.

### Compañía de Máquinas Tabuladoras

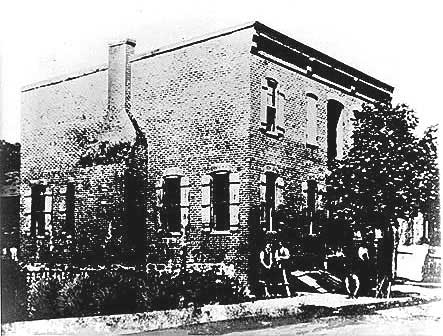
Factoría de Hollerith en 1893

Herman Hollerith inicialmente operaba bajo su propio nombre, como The Hollerith Electric Tabulating System, especializándose en tarjetas perforadas y equipos para su procesamiento. En 1896, se constituyó como la Tabulating Machine Company, y en 1905 se refundó con este nombre. La serie de patentes de Hollerith sobre tecnología de máquinas tabuladoras, solicitadas por primera vez en 1884, se basó en su trabajo para la Oficina del Censo de los Estados Unidos entre 1879 y 1882. Inicialmente, intentó reducir el tiempo y la complejidad necesarios para tabular el censo de 1890. Su desarrollo de las tarjetas perforadas en 1886 estableció el estándar de la industria para los siguientes 80 años de los sistemas de tabulación y computación de entrada de datos.
En 1896, la Tabulating Machine Company arrendó algunas máquinas a una compañía ferroviaria, pero rápidamente se centró en los desafíos de la mayor iniciativa estadística de su época: el censo de los Estados Unidos de 1900. Tras obtener el contrato gubernamental y completar el proyecto, Hollerith se enfrentó al reto de mantener la empresa en los años en los que no se realizaba el censo. Volvió a centrarse en empresas privadas en Estados Unidos y en el extranjero, buscando aplicaciones industriales para sus máquinas semiautomáticas de perforación, tabulación y clasificación. Flint adquirió la empresa por 2,3 millones de dólares (de los cuales Hollerith recibió 1,2 millones) en 1911.

### Computing Scale Company of America
La Computing Scale Company of America era un holding, constituido en 1901 y fusionado como un conjunto de empresas subsidiarias: The Computing Scale Company, Dayton, Ohio; The Moneyweight Scale Company, Chicago, Illinois; The W.F. Simpson Company de Detroit, Míchigan; y The Stimpson Computing Scale Company de Elkhart, Indiana. En 1891, Edward Canby y Orange O. Ozias, dos empresarios de Dayton, Ohio, adquirieron las patentes de la recién inventada báscula registradora y constituyeron la Computing Scale Company para producir básculas comerciales.

## Fusión

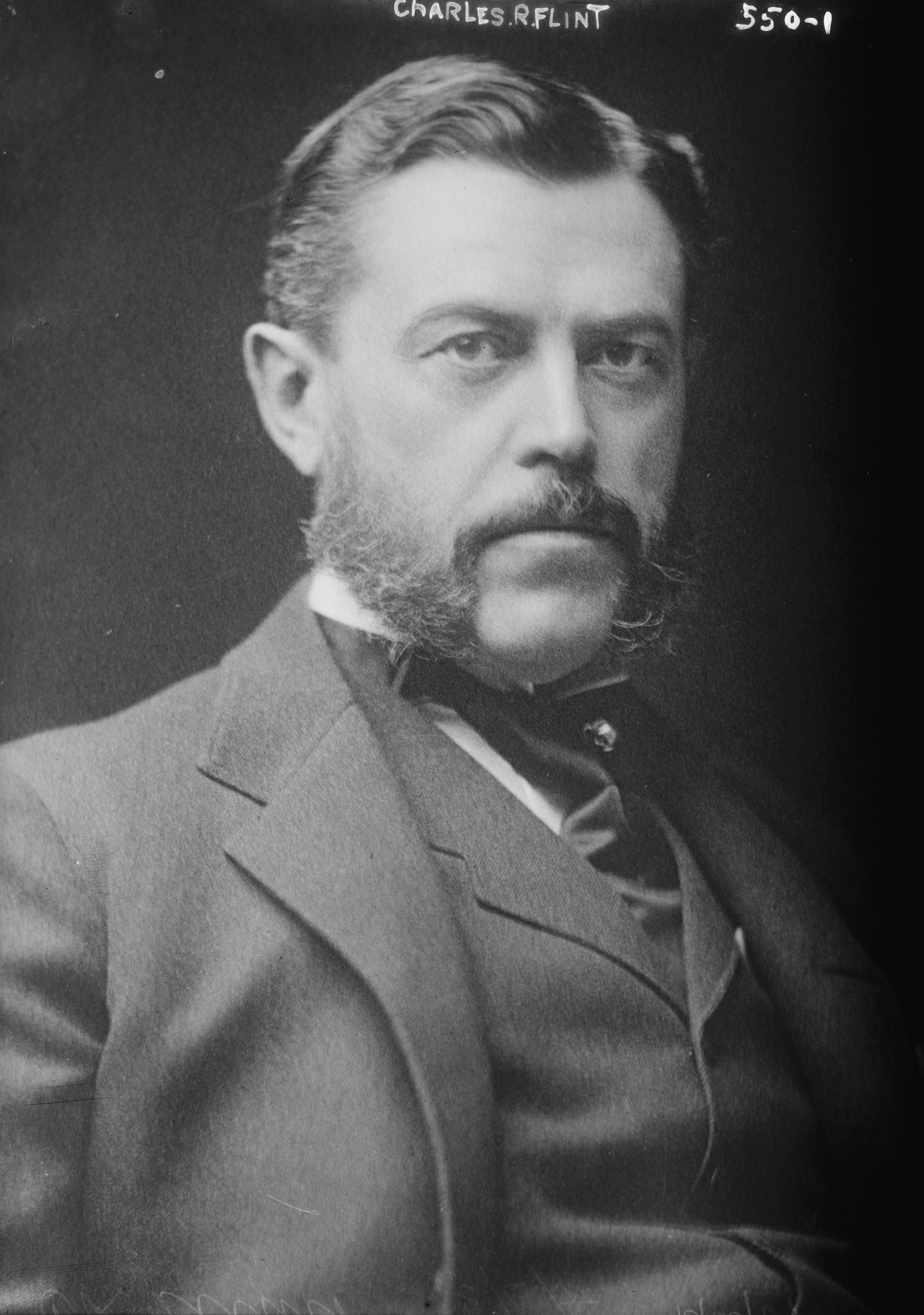
Charles Ranlett Flint ya había creado varias consolidaciones exitosas, incluida la creación de un gigante industrial, la U.S. Rubber

Flint fusionó las cuatro empresas en un nuevo holding, denominado CTR. CTR tenía una deuda en bonos de 6,5 millones de dólares, el triple de sus activos corrientes, de los cuales la Guaranty Trust Company había prestado 4 millones. Flint le asignó un valor de 17,5 millones, mientras que sus activos tangibles solo sumaban 1 millón. Afirmó que los distintos fabricantes producían "productos similares, pero no idénticos" y que la 
 (...) "consolidación aliada", en lugar de depender de una sola industria para obtener ganancias, poseería tres líneas de negocio separadas y distintas, de modo que, en circunstancias normales, cualquiera de estas líneas independientes podría generar los intereses y los fondos de amortización de sus bonos, mientras que, en circunstancias excepcionales, la consolidación tendría tres oportunidades en lugar de una para cumplir con sus obligaciones y pagar dividendos.
El prospecto de acciones de CTR de 1911 reportó ganancias netas, desde 1 de mayo de 1910 hasta el 30 de abril de 1911, de 950.000 dólares para las cuatro compañías.

## Organización y liderazgo
CTR y las cuatro compañías fusionadas contaban con 1.300 empleados, con oficinas y plantas en Endicott y Binghamton, Nueva York; Dayton, Ohio; Detroit, Míchigan; Washington D. C.; y Toronto, Ontario. La firma principal estaba ubicada en Endicott. El presidente era George Winthrop Fairchild, quien, habiendo sido miembro del Congreso desde 1906, no se esperaba que participara activamente en la administración. Sin embargo, cuando el primer presidente dejó el cargo después de tan solo un mes, Fairchild tomó el control y dirigió CTR hasta 1912, cuando Frank N. Kandolf, ex director ejecutivo de la subsidiaria de International Time Recording, asumió el cargo. Flint fue miembro de la junta directiva de CTR (y posteriormente de IBM) hasta su jubilación en 1930. Herman Hollerith trabajó como ingeniero consultor hasta su jubilación en 1921.

### Primera época de Watson

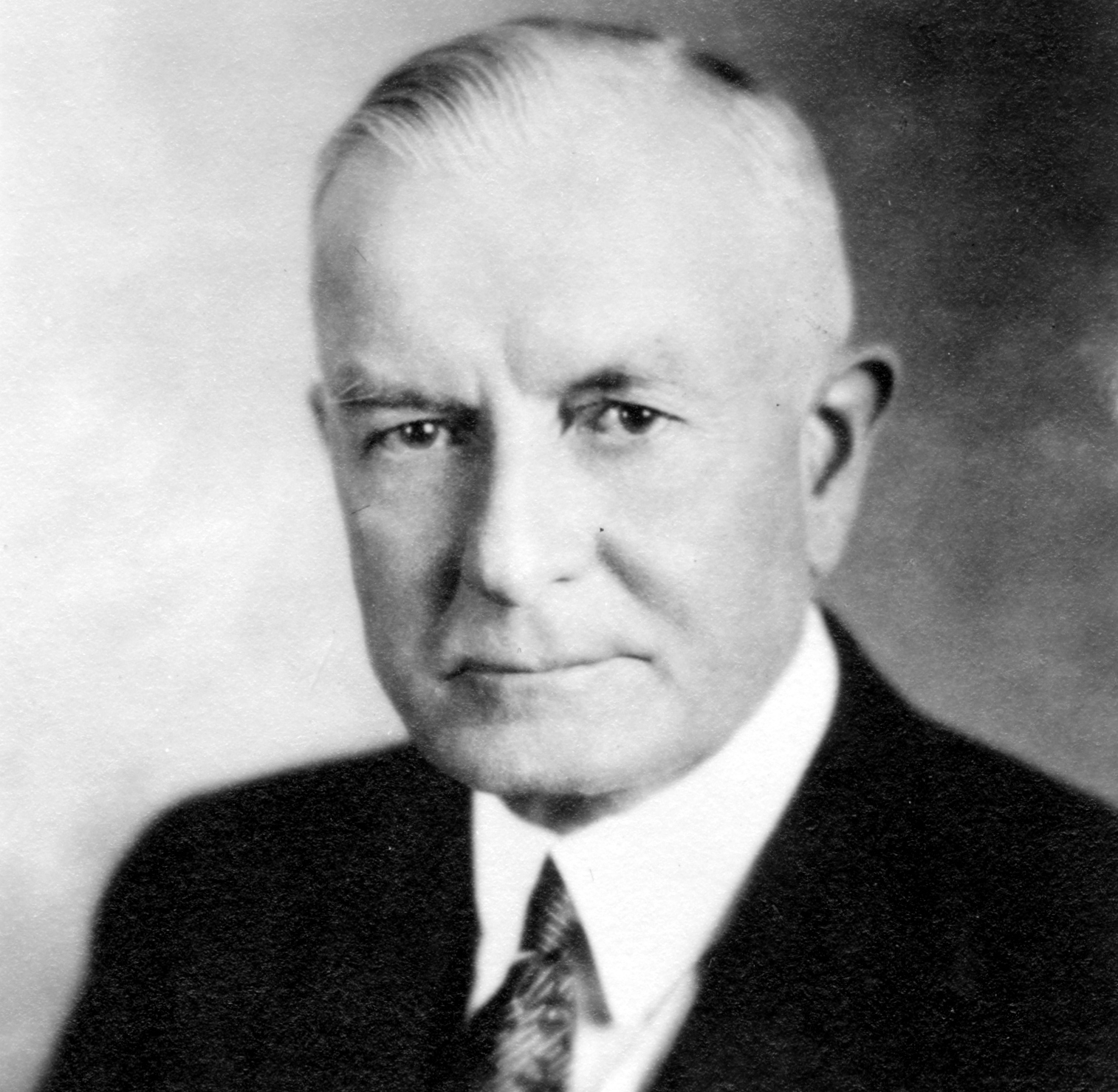
Thomas J. Watson

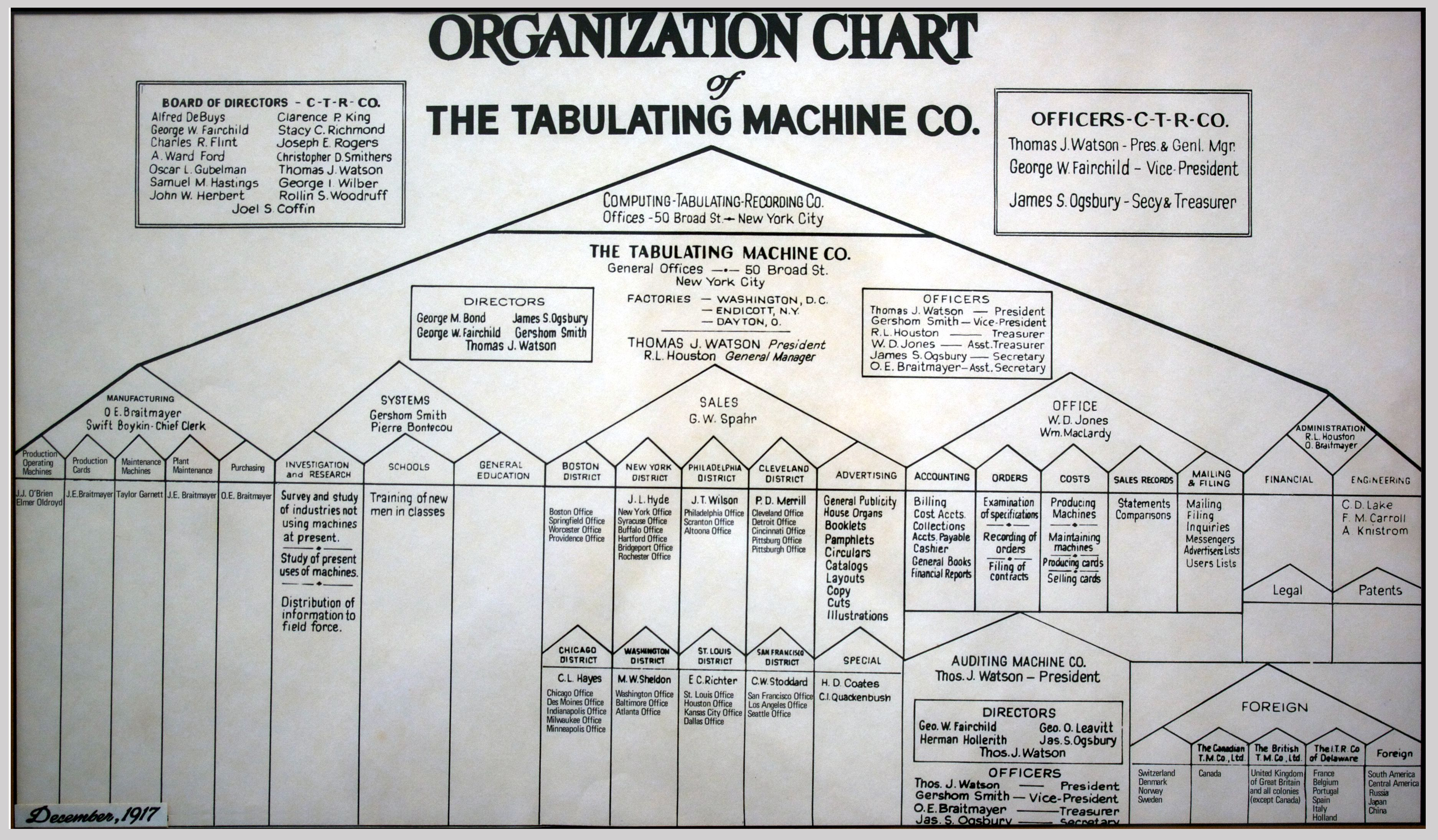
Organigrama de 1917. Este estilo de gráfico, pirámides divididas en cinco partes, fue solicitado por Patterson y es una de las muchas cosas que Watson trajo de NCR a CTR.

Thomas J. Watson Sr., junto con otros 29 gestores de la NCR, habían sido condenados en 1913 por diversas infracciones antimonopolio debido a su participación en un amplio plan de la Caja Registradora Nacional para quebrar a los minoristas de cajas registradoras usadas (véase NCR Corporation § Expansión). Los escritos extorsivos enviados por Watson se utilizaron como prueba en su contra. Este hecho le sirvió de lección, y Watson comenzó a guardar muy poca información por escrito acerca de la gestión de la empresa. En 1914, tras ser despedido de NCR y con una sentencia de prisión que amenazaba su futuro, Thomas John Watson contactó con Flint, un importante financiero, para que le ayudara a encontrar un trabajo similar. A pesar de su aparente situación precaria, tenía muy claro el tipo de trabajo que quería. Ya había rechazado varias ofertas, y quería el control del negocio para obtener una parte de las ganancias. Flint le ofreció la CTR. Flint era, como se describió anteriormente, un gran promotor de fideicomisos, y presumiblemente no estaba muy preocupado por la inminente sentencia de prisión de Watson. Los demás miembros de la junta directiva de CTR se mostraron menos optimistas, y le preguntaron que quién dirigiría la empresa mientras Watson estuviera en prisión. Como resultado, solo le concedieron el cargo de gerente general. Tras 11 meses en CTR, Watson fue nombrado director general. Aunque se negó a firmar un decreto de consentimiento, el nuevo juicio nunca se llevó a cabo y la junta directiva de CTR lo ascendió debidamente a presidente. Entre las muchas cosas que Watson trajo de NCR a CTR se encontraba el lema «Think».

## Estrategias de Watson
Sorprendentemente, dado su historial en NCR y su posterior influencia colosal en IBM, Watson inicialmente mantuvo un perfil muy bajo (casi equivalente a buscar el anonimato) durante la década siguiente, hasta 1924, cuando falleció el presidente George W. Fairchild, y finalmente asumió el control total de laempresa. Durante toda la década anterior, de forma inusual, se sometió constantemente a las directrices establecidas por Flint, Fairchild y Hollerith.

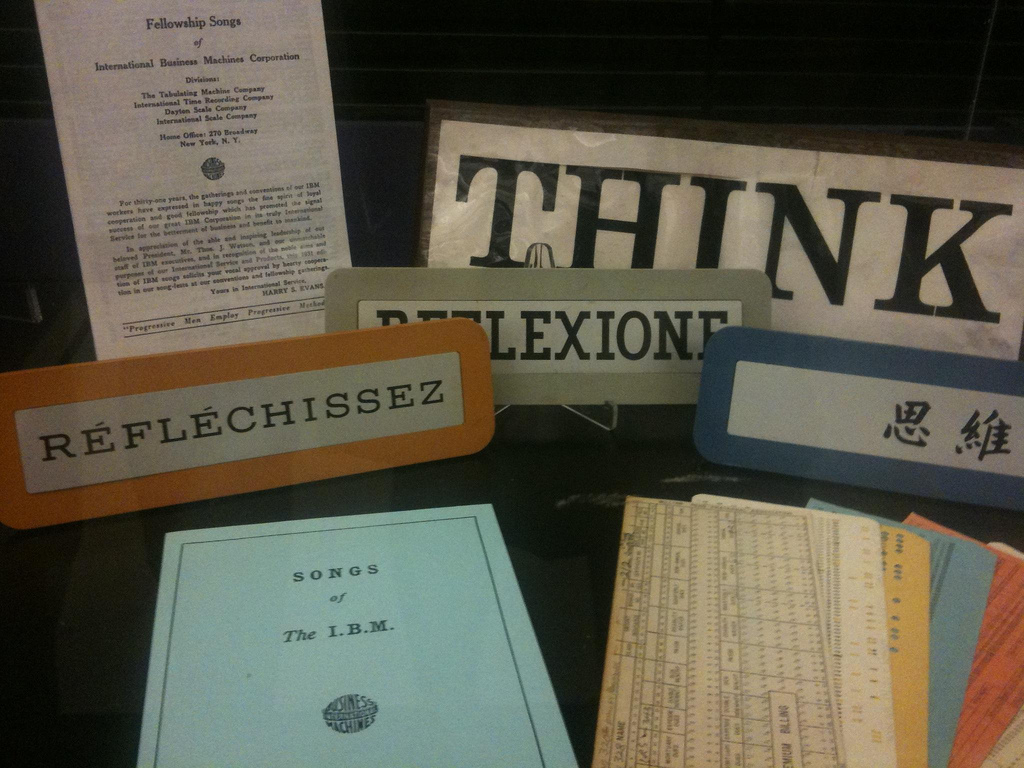
Cancioneros de IBM con letreros con la palabra Think en varios idiomas y tarjetas perforadas

Mientras tanto, se hizo cargo personalmente de 400 vendedores desmoralizados y mal supervisados. Su objetivo declarado era formar una fuerza de ventas al estilo de NCR, con máquinas avanzadas que fueran superiores a las de la competencia. Presentó su "propuesta competitiva" en varias reuniones pequeñas a la plantilla de vendedores. A pesar del título, que sonaba agresivo, desde sus inicios se hizo tanto hincapié en la ética y la filosofía del negocio como en las técnicas de venta. En particular, se hizo hincapié en la sinceridad, la integridad y la lealtad, afirmando que no debían hacer nada que pudiera interpretarse como "competencia desleal" y que debían comportarse de forma "honesta, justa y honrada", algo que sería radical incluso hoy en día. Se introdujeron eventos musicales, incluso canciones de IBM, para mejorar y mantener la moral de los empleados.
Las otras filosofías que motivaron a CTR e IBM durante los siguientes tres cuartos de siglo también eran evidentes. El lema de la empresa era "Vendemos y ofrecemos servicio". CTR se dedicaba a ayudar genuinamente a sus clientes y Watson creía firmemente que ambas partes salían ganando al cerrar una venta.

## Cambio en la organización y estrategias
CTR era una empresa con tres elementos diferenciados:
- La escala de computación era la parte del negocio que menos interesaba a Watson. Su componente más grande (la Dayton Scale) fue finalmente vendida en 1933 a la Hobart Manufacturing. Tras la venta, la empresa, para disgusto de Watson, comenzó a generar ganancias.[48]
- El registro de tiempos fue inicialmente la principal fuente de ingresos, y Watson lo utilizó como vehículo para la diversificación, aunque ninguna de estas actividades tuvo un gran éxito.
- El negocio de tabulación fue el que más interesó a Watson, quizás porque era el más cercano a su experiencia en NCR. Fue allí donde dirigió gran parte de su atención y, a principios de la década de 1930, se había convertido en la parte más importante de CTR.[49]

En la década de 1920, mientras la compañía aún estaba bajo el dominio de Fairchild, Watson se centró en lograr un crecimiento significativo. Los ingresos aumentaron de 4,2 millones de dólares en 1914, cuando asumió el control, a un máximo de 16 millones de dólares en 1920. El precio de este incremento, sin embargo, fue una precaria situación de liquidez. En 1921, las ventas cayeron a 10,6 millones de dólares y Watson se enfrentó a una crisis de efectivo. Una vez más, el Guaranty Trust financió y rescató a CTR. Watson recortó costes, incluyendo la reducción de la dotación en investigación y desarrollo, y el despido de empleados. Nunca más permitió que su liquidez cayera tan bajo. Posteriormente, mantuvo una política de dividendos bajos, altos ingresos y un riguroso control de costes, adoptando principios contables muy conservadores.
Hollerith, a partir del censo de 1890, había alquilado sus máquinas para que su empresa pudiera proporcionar el mantenimiento necesario y garantizar un funcionamiento fiable. Watson reconoció otros beneficios, como la idea de que alquilar equipos era inherentemente más estable, ya que los ingresos continuaban cuando, de otro modo, los pedidos de equipos se habrían agotado. De forma menos obvia, obligaba al personal de ventas, consciente de la posibilidad de perder el alquiler, a mantener un contacto regular con los clientes, garantizando así, incluso desde la década de 1930, una buena gestión de las relaciones con los clientes. Este enfoque se convirtió en un elemento central de las actividades de IBM.
Después de esto, Watson se retrasó deliberadamente en la introducción de nuevos productos, aunque no en la investigación. Incluso después de que la competencia lanzara nuevos productos, esperó hasta que el mercado estuviera maduro para el desarrollo a gran escala. Reconoció la importancia de una I+D sólida y, en 1922, nombró a James W. Bryce para gestionarla (trasladándolo de su División de Registro de Tiempo, a la que se había incorporado en 1915). Sin embargo, Watson continuó participando personalmente en la I+D, en particular por su insistencia en estándares rigurosos.
"A Watson nunca le había gustado el torpe nombre con guiones de C-T-R" y decidió sustituirlo por el más expresivo título de "International Business Machines", primero como nombre para una filial canadiense en 1917, y luego como una línea publicitaria. Por ejemplo, la revista "McClure's Magazine", volumen número 53, de mayo de 1921, publicó un anuncio a página completa con la siguiente texto:
International Time Recording Company of New York

Subsidiary of

Computing-Tabulating-Recording Company, New York

Makers of

International Business Machines
Patterson murió en 1922 y Fairchild el 31 de diciembre de 1924. El 5 de febrero de 1924, Watson solicitó incluir a International Business Machines (IBM) en la Bolsa de Valores de Nueva York y el nombre C-T-R desapareció. Watson comenzó a moldear la empresa a su imagen, y la llevó a nuevos niveles de éxito durante el siguiente cuarto de siglo, hasta que cumplió 75 años. Celebró su nuevo estatus con el primer Club del Cuarto de Siglo. Aunque CTR solo llevaba 13 años en activo, basó sus calificaciones en las empresas subsidiarias. El holding desapareció en 1933 tras la fusión de la mayoría de las subsidiarias en una sola empresa: IBM.

## Lecturas relacionadas
- Aswad, Ed; Meredith, Suzanne M. (2005). IBM in Endicott. Arcadia.
- Engelbourg, Saul (1954). International Business Machines: A Business History (PhD). Columbia University. p. 385. Reprinted by Arno Press, 1976, from the best available copy. Some text is illegible.
- IBM Archives: Reference / FAQ / Predecessor Companies.
- IBM Archives: CTR product ad (1911).